# 小行星5939
小行星5939（英語：5939 Toshimayeda）是一颗围绕太阳公转的小行星。1981年3月1日，舒爾特·巴斯在赛丁泉山发现了此天体。
这颗小行星的绝对星等为80.31401560790559等。